# Marcia Falkender, Baroness Falkender
Marcia Matilda Falkender, Baroness Falkender CBE (zuvor Marcia Matilda Williams, Geburtsname Field; * 10. März 1932; † 6. Februar 2019) war eine britische Politikerin, die als jahrzehntelange Privatsekretärin von Harold Wilson Einfluss auf die von diesem geführten Regierungen der Labour Party hatte.

## Leben
Nach dem Schulbesuch studierte sie Geschichte am Queen Mary College der University of London und schloss dieses Studium mit einem Bachelor of Arts (B.A.). Im Anschluss wurde sie Mitarbeiterin in der Parteizentrale der Labour Party, ehe sie 1956 Privatsekretärin und politische Sekretärin von Harold Wilson wurde und diese Funktion bis 1983 bekleidete.
Während dessen Amtszeiten als Premierminister von 1964 bis 1970 sowie von 1974 bis 1976 hatte sie insbesondere Einfluss auf die Hintergrundarbeit der Regierung. Über ihre Rolle in den Jahren 1964 bis 1970 im Amtssitz des Premierministers in 10 Downing Street verfasste sie das autobiografisch geprägte Buch Inside No. 10 (1972).
Für ihre Verdienste wurde sie 1974 als Life Peeress mit dem Titel Baroness Falkender, of West Haddon in the County of Northamptonshire, in die Peerage of the United Kingdom aufgenommen und war von da an Mitglied des House of Lords.
Nach Beendigung ihrer Tätigkeit für Harold Wilson wurde sie 1983 Kolumnistin für die konservative Wochenzeitung The Mail on Sunday.